# Мотэги
Мотеги (яп. 茂木町 Мотэги-мати) — посёлок в Японии, находящийся в уезде Хага префектуры Тотиги. Площадь посёлка составляет 172,71 км², население — 14 298 человек (1 июля 2014), плотность населения — 82,79 чел./км².

## Географическое положение
Посёлок расположен на острове Хонсю в префектуре Тотиги региона Канто. С ним граничат города Насукарасуяма, Касама, Хитатиомия, Сакурагава и посёлки Масико, Итикай, Сиросато.

## Население
Население посёлка составляет 14 298 человек (1 июля 2014), а плотность — 82,79 чел./км². Изменение численности населения с 1980 по 2005 годы:
| 1980 | 20 051 чел. |  |
| 1985 | 19 656 чел. |  |
| 1990 | 18 934 чел. |  |
| 1995 | 18 532 чел. |  |
| 2000 | 17 466 чел. |  |
| 2005 | 16 403 чел. |  |

## Символика
Деревом посёлка считается Zelkova serrata, цветком — Platycodon grandiflorus, птицей — Cettia diphone.